# 1282

## Починали
- Михаил VIII Палеолог, византийски император